# Selezione negativa (artificiale)
La selezione negativa riguardo alla selezione artificiale avviene quando vengono scelti i tratti negativi di una specie, piuttosto che quelli positivi. Generalmente non è desiderabile, ma può essere causata da comportamenti sbagliati dell'uomo, come quando gli uomini si nutrono delle piante e degli animali migliori che hanno, causando provviste sempre peggiori; si verificava spesso, per esempio, nell'apicoltura primitiva. Un altro esempio, molto più recente, sono i regolamenti di pesca e caccia, riguardanti il fatto che i pesci inferiori ad una certa grandezza devono essere liberati, e i daini inferiori ad una certa grandezza non possono essere cacciati, portando a popolazioni di daini e pesci di piccola grandezza. Alcuni, come i promotori del Darwinismo sociale e dell'eugenetica sostengono che la medicina ed altre pratiche tecnologiche, sociali e culturali portano ad una selezione negativa negli uomini, conosciuta anche come disgenia. Secondo loro, l'uomo come specie manifesta molti caratteri negativi in più in conseguenza di questo. Riguardo alla microbiologia e alla biologia molecolare, la selezione negativa è usata per selezionare microrganismi che non riescono a mostrare un certo fenotipo.
Umberto Galimberti, noto filosofo a noi contemporaneo, in un'intervista del 7 maggio 2009 nella rassegna INTELLEGO (visualizzabile a questo link: https://www.youtube.com/watch?v=P_uE9-ksKgg 8:46) ha sottolineato che la medicina intesa come strumento adoperato dall'uomo per allungare "quella che gli altri chiamano vita e che io chiamo vecchiaia" sia una sorta di selezione negativa che fa sì che elementi destinati a morire per inadeguatezza riescano a sopravvivere tramandando così geni deboli.